# Карраччи, Лодовико
Лодовико Карраччи (итал. Lodovico Carracci; 21 апреля 1555, Болонья — 13 ноября 1619, там же) — итальянский живописец, рисовальщик и гравёр, старший брат живописца Агостино Карраччи и двоюродный брат Аннибале Карраччи. Братья имели общую мастерскую, и их совместная деятельность имела решающее значение для формирования болонской школы, оплота академического искусства в Италии XVI века.

## Биография
Лодовико родился в Болонье в 1555 году (крещён 21 апреля), в семье Винченцо, мясника родом из Кремоны. Обучался живописи у Просперо Фонтаны в Болонье и, вероятно, у Камилло Прокаччини между 1570 и 1580 годами. В своих поездках по Италии изучал творчество известных мастеров: выезжал во Флоренцию, Парму, Мантую, Венецию.
В 1578 году он был принят в цех живописцев в Болонье (compagnia dei pittori a Bologna). В 1582 году вместе с братьями Аннибале и Агостино открыл мастерскую, которую некоторые сначала называли «Академией Стремящихся» (Accademia dei Desiderosi), а затем «Болонской Академией» — «Академией вступивших на правильный путь» (итал. Accademia degli Incamminati), или Академией Карраччи (Accademia Caraccesiana), открывшую путь академизму в европейском искусстве. Значение этой академии было велико, хотя и оценивается в истории искусства неоднозначно.
Именно Лодовико Карраччи, несмотря на бо́льший авторитет Аннибале как живописца, считают главным организатором Болонской Академии. Он сумел преобразовать простую цеховую корпорацию художников в «Академию, вступивших на правильный путь». Лодовико «считается автором метода сознательного эклектизма, положенного в основу деятельности болонской школы. Фанатик своего метода, это был истинный человек барокко, энергичный и волевой». В книге Карло Чезаре Мальвазиа «Фельсина-художница: Жизнеописания болонских живописцев» (Lа Felsina Pittrice: Vite e ritratti de’ pittori Bolognesi, 1677—1678) «сохранилось любопытное свидетельство того, как один из „великих стариков“ эпохи Возрождения, Тинторетто, заметил отсутствие оригинальности в работах молодого Карраччи и посоветовал ему оставить занятия живописью, но строптивый ученик не послушался».
Согласно принципу сознательного эклектизма братья Карраччи стремились подражать в рисунке и композиции — Рафаэлю, в движении — Микеланджело, в колорите — Тициану, в светотени и грации — Корреджо. В то же время болонская школа родилась как Accademia del Naturale, поскольку её целью было способствовать в искусстве воспроизведению реальности в соответствии с «правилами правдоподобия», почерпнутыми у Джорджо Вазари. Её целью было гарантировать полное обучение в теории и практике не только искусству, но и другим видам деятельности, считавшимся в то время вспомогательными, например изучению перспективы и пластической анатомии. В Академии учащиеся могли вживую рисовать с обнажённых моделей, что было запрещено церковью в период Контрреформации согласно решениям Тридентского собора (1545—1563). Однако рождение этой и других академий свидетельствует о стремлении художников встать наравне с учёными, поэтами и музыкантами, а не быть простыми ремесленниками.
В 1584 году Лодовико Карраччи вместе с Аннибале и Агостино участвовал в украшении фресками Палаццо Фава в Болонье. Среди его главных самостоятельных работ в эти годы: «Крещение Христа», «Святой Франциск» и «Мистическое обручение Святой Екатерины». В ранних произведениях, таких как «Благовещение» около 1585 года, ныне находящееся в Национальной пинакотеке Болоньи, и «Видение святого Франциска» из Рейксмюсеума в Амстердаме можно увидеть влияние Бартоломео Чези и Федерико Бароччи.
Между 1590 и 1592 годами Лодовико работал с Аннибале и Агостино над фризом «Истории основания Рима» в Палаццо Маньяни в Болонье.
В росписях церкви Сан-Микеле-ин-Боско заметно подражание Корреджо и Пармиджанино. В более зрелых своих произведениях Лодовико демонстрирует бо́льшую самостоятельность (например, в «Мадонне во славе» и во фресках из жития св. Бенедикта в монастыре Сан-Микеле-ин-Боско). Лодовико Карраччи является также родоначальником особого рода картин «страдальческого пафоса» — композиций на темы «Ecce Homo» и «Mater Dolorosa».
В Санкт-Петербургском Эрмитаже хранятся четыре картины Лодовико Карраччи: «Святое Семейство со святыми Варварой и Лаврентием», «Несение креста», «Положение во гроб» и «Святой Себастьян». Художнику также атрибутируется картина «Игроки в шахматы», отличающаяся тонкой игрой света и тени.
Среди учеников Лодовико был живописец Лоренцо Гарбьери.

## Галерея

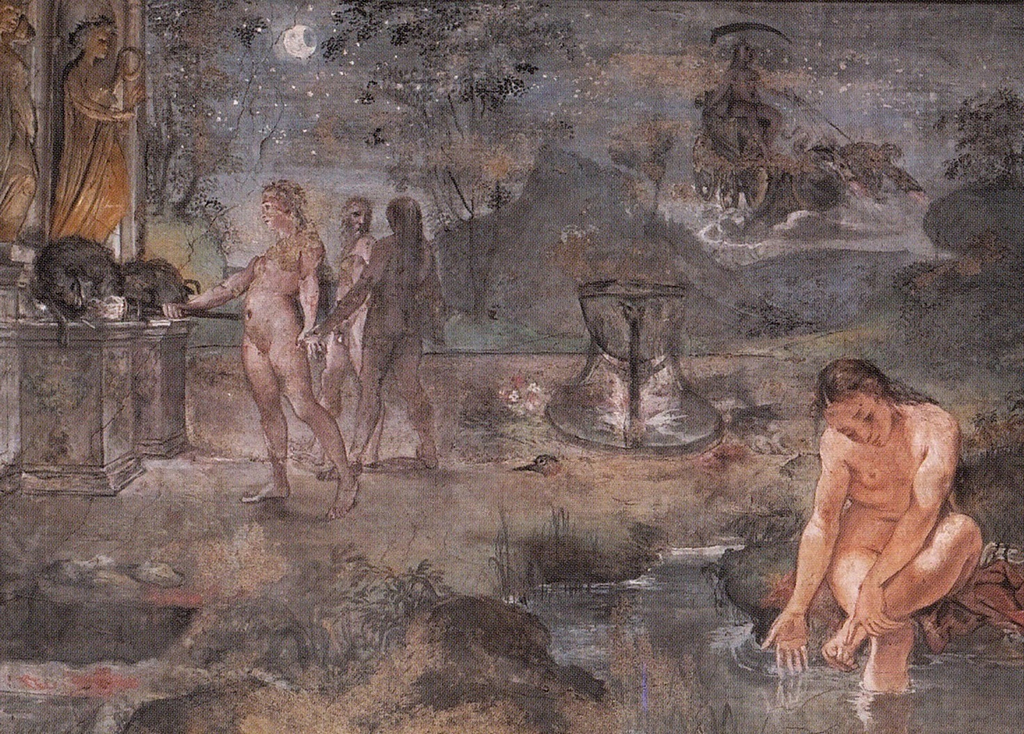
Медея. 1584. Деталь фрески в Палаццо Фава, Болонья
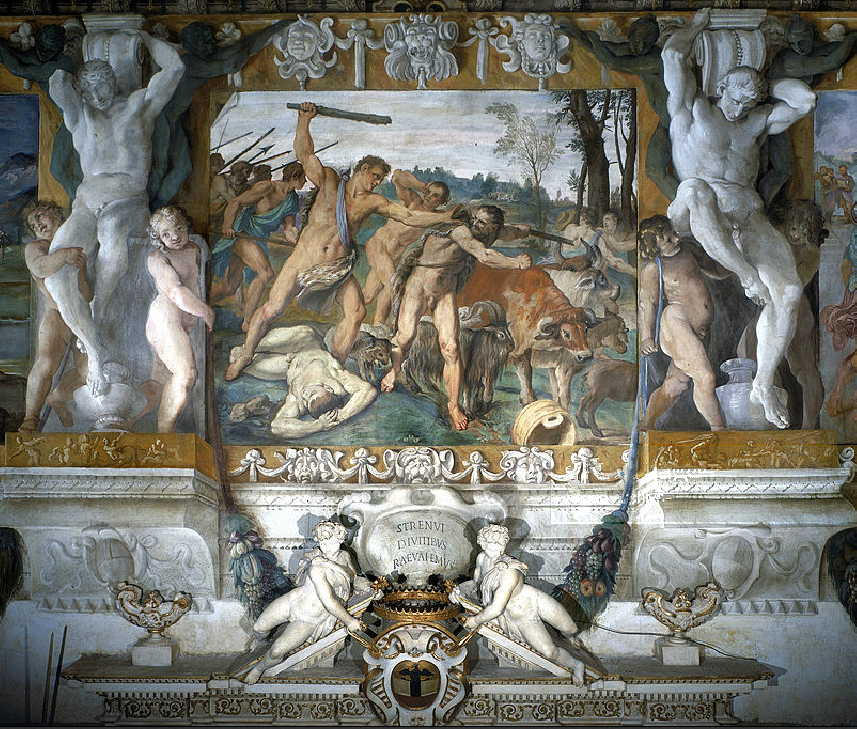
Истории основания Рима. Деталь фрески. Между 1590 и 1592. Палаццо Маньяни, Болонья
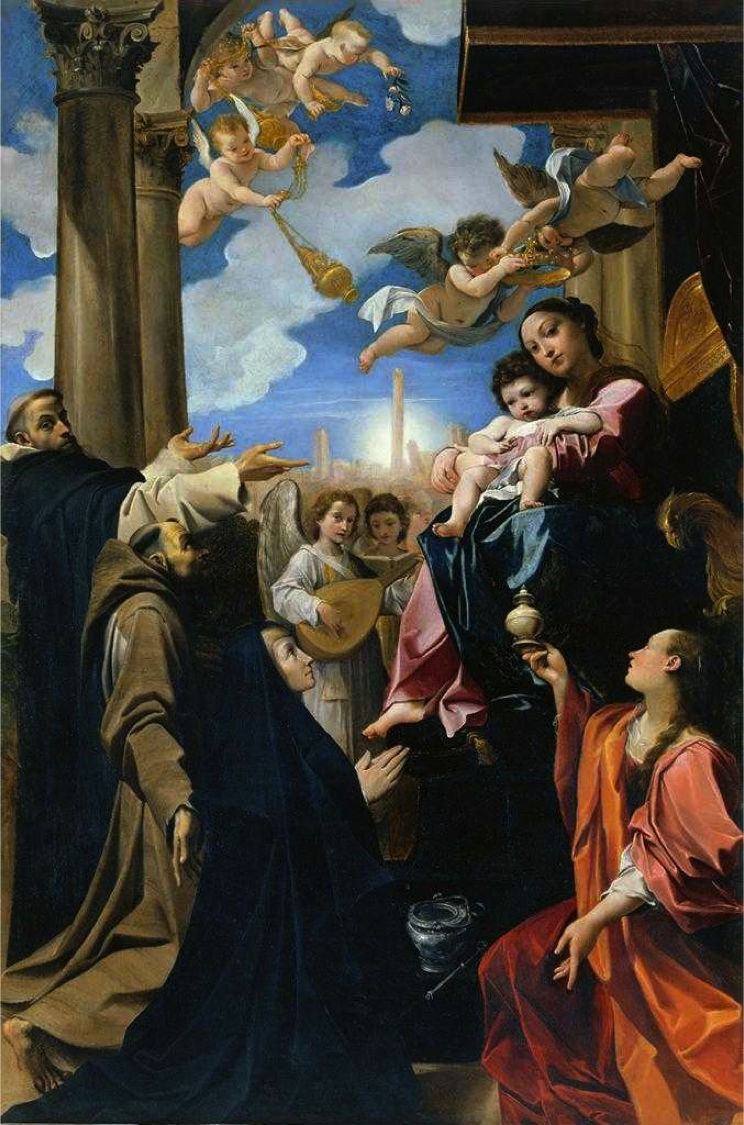
Мадонна Барджеллини. 1588. Холст, масло Национальная пинакотека, Болонья
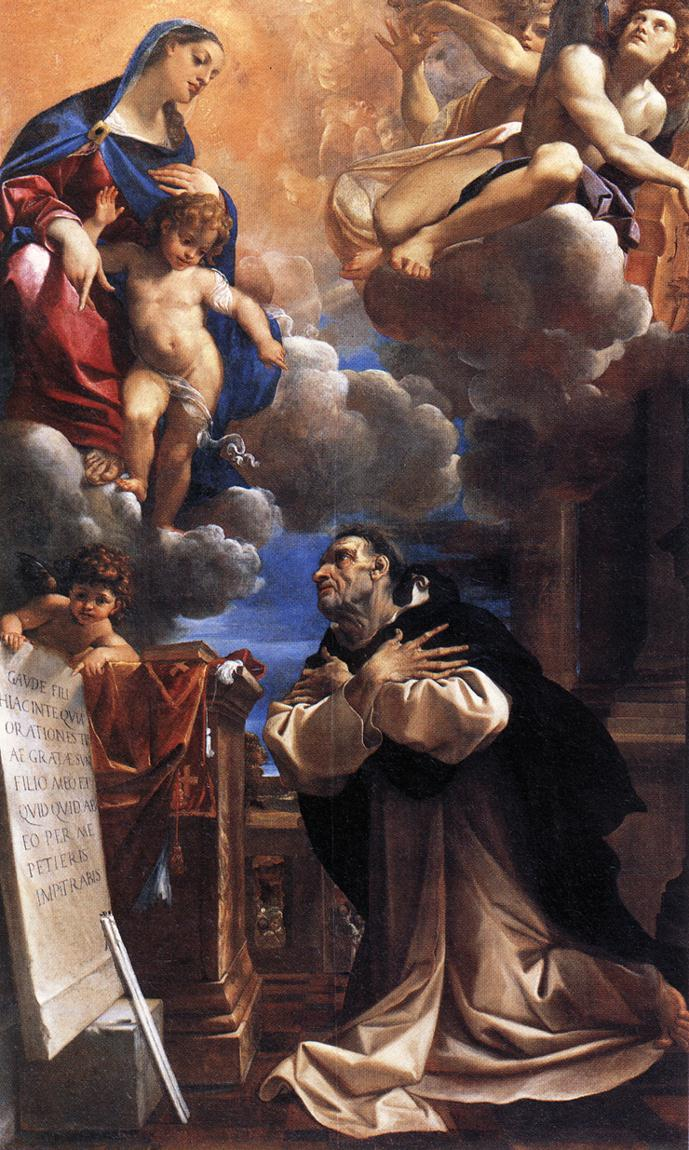
Явление Девы Марии с Младенцем святому Гиацинту. 1594. Холст, масло. Лувр, Париж
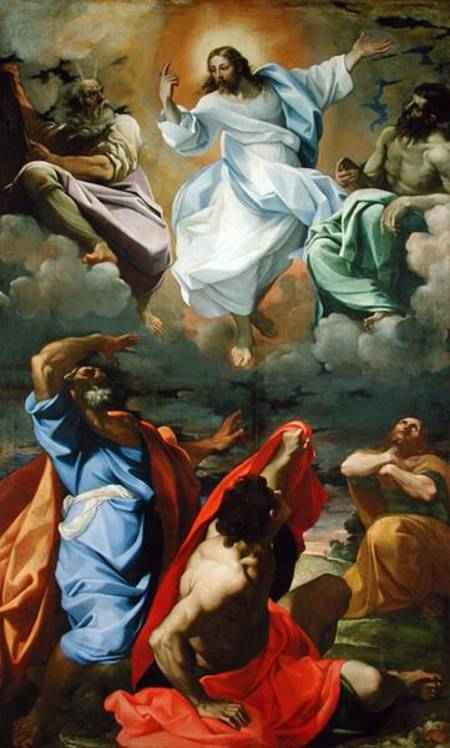
Преображение. 1594. Холст, масло. Национальная пинакотека, Болонья
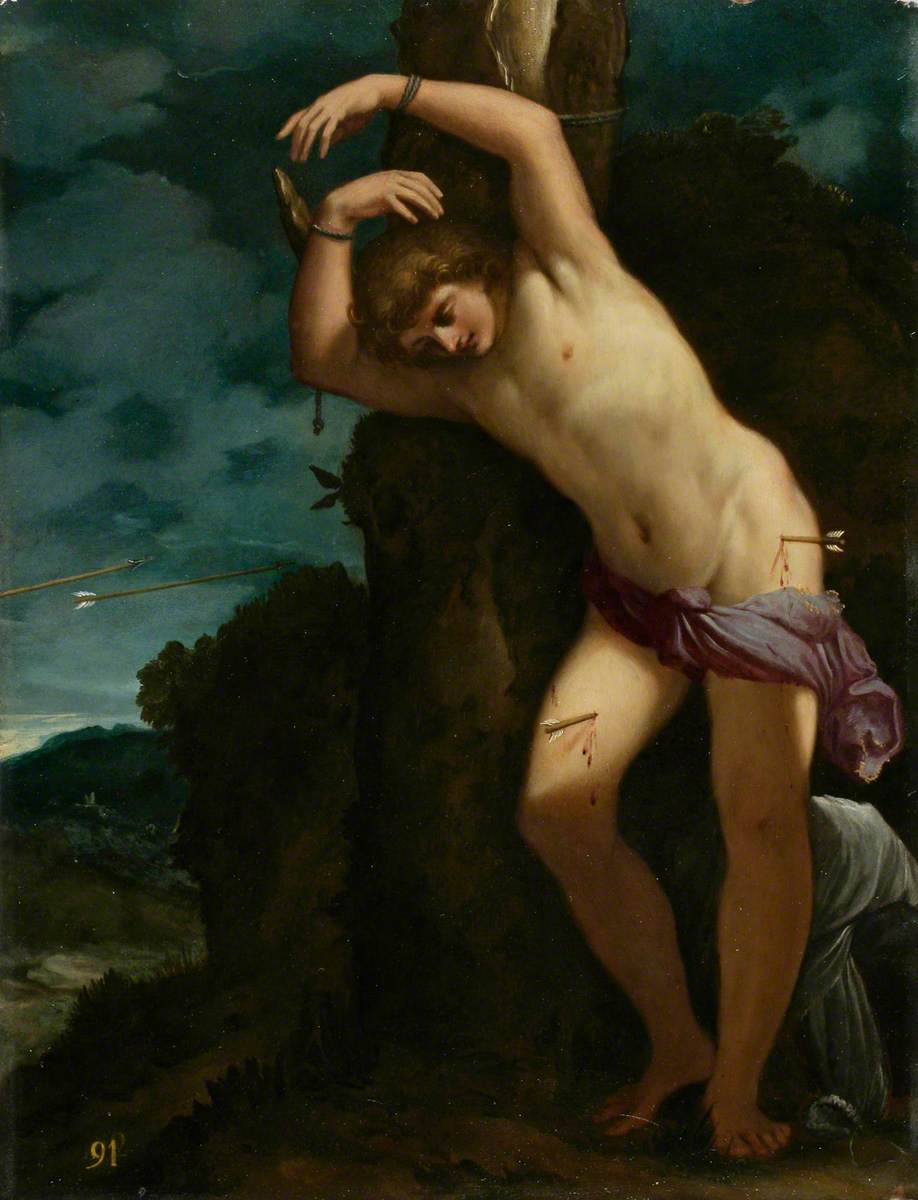
Святой Себастьян. Ок. 1590. Медь, масло. Музей Фитцуильяма, Кембридж, Великобритания
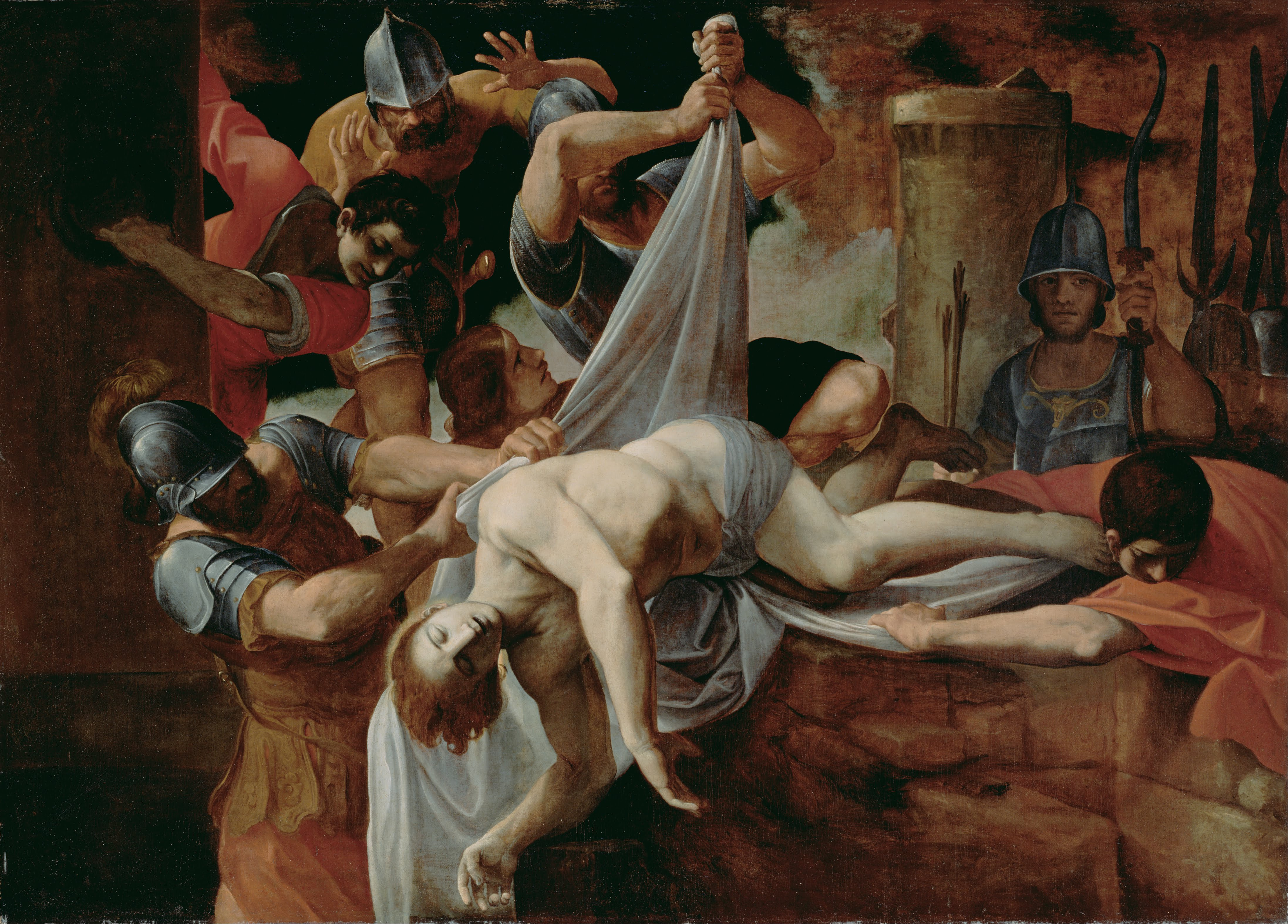
Святой Себастьян, брошенный в Клоаку Максима. 1612. Холст, масло. Центр Гетти, Лос-Анджелес, США